# Chant traditionnel irlandais
Le chant traditionnel irlandais désigne une catégorie de chants traditionnels dans des styles irlandais de souche, tel que le chant sean-nós. Le terme englobe des formes de chants n'utilisant pas exclusivement l'irlandais, ainsi que le lilting.

## Caractéristiques
Le chant traditionnel irlandais se caractérise par une interprétation a cappella (c'est-à-dire sans accompagnement instrumental), en solo (i.e. sans accompagnement vocal), non amplifié (sans l'utilisation de micro) et au sein d'un auditoire concentré sur la performance du chanteur. Ce dernier trait implique qu'il ne peut s'agir d'une musique de fond dans un local public.

## Quelques sous-catégories

### Le chant sean-nós
Le chant sean-nós est un type très ornementé de chant traditionnel irlandais.
Parmi les caractéristiques standards du chant sean-nós, on retiendra :
- des ornementations fréquentes dans l'ambitus de la voix ;
- la nasalisation ;
- un second type de nasalisation, utilisé dans le sud, qui produit des sons "m", "n" ou "ng" à la fin des phrases ;
- une syllabe d'un mot chantée sur plusieurs notes ;
- des pauses brèves, commençant par des arrêts glottaux ou des glissandos (surtout si l'interprète est une femme) ;
- des phrases très longues ;
- une tendance à respirer après des conjonctions ou des mots de liaisons plutôt qu'à la fin des phrases ;
- la conclusion de chants en mode parlé, au lieu du mode chanté ;
- une mélodie différente à chaque vers.

Toutes ces stratégies ont pour but esthétique de relier le texte à l'interprétation de la mélodie et d'amplifier un sentiment de continuité, en emplissant, par exemple, un silence entre deux phrases par un bourdon nasalisé.

## La ballade irlandaise
La ballade irlandaise diffère du chant traditionnel irlandais par différents aspects, bien que le qualificatif traditionnel soit toujours approprié. La ballade est presque toujours accompagnée par un ou plusieurs instruments. Elle est souvent interprétée par un ensemble vocal, soutenant le soliste, dans des lieux publics justifiant l'amplification par des micros, mais qui ne requièrent pas l'adhésion de la concentration du public (musique de fond dans un pub par exemple). Typiquement, les ballades les plus anciennes irlandaises viendraient initialement d’Angleterre et des Lowlands en Écosse. Par exemple, la ballade Two Sisters a ses origines en la ballade écossaise The Twa Sisters, et The Wexford Girl est basée sur une chanson anglaise. Plus tard, d’autres ballades ont été écrits en Irlande, comme She Moved Through the Fair et Whiskey in the Jar. Parce que la ballade n'est pas une forme originaire d'irlande, la plupart d'entre elles sont chantées en anglais.

## Chanteur de souche
Le terme 'chanteur de souche' (source singer en anglais) désignait dans le passé un chanteur qui avait acquis son style et son répertoire grâce à la tradition orale, que ce soit par tradition familiale ou par d'autres circonstances sociales. C'est le terme utilisé par les chercheurs ou collecteurs tels que Cecil Sharp, Alan Lomax, Hamish Henderson (en), Pete Seeger ou Ewan MacColl, qui ont découvert de tels interprètes dans les années 1950 et 1960.
Bien qu'une définition concertée n'existe pas, l'assertion dessine une distinction avec les chanteurs dits du 'renouveau musical', dont le style et le répertoire sont contaminés par des sources écrites ou de seconde main. Cette distinction, en ce début de XXIe siècle, tend à disparaître.